# Nina Simone
Eunice Kathleen Waymon, bedre kendt som Nina Simone (født 21. februar 1933, død 21. april 2003) var en amerikansk sanger, sangskriver, pianist og borgerrettighedsforkæmper. Nina Simone ville egentlig have været koncertpianist og studerede blandt andet på den berømte musik- og teaterskole Juilliard i New York. Hun bliver i almindelighed klassificeret som jazzmusiker, selvom hun ikke brød sig om sådanne begrænsende kategoriseringer. Hun mente, at de ofte dækkede over racisme. 
"Min musik er sort klassisk musik," sagde hun selv. Hendes egen stil blev udviklet, da hun nødtvungen tog arbejde som værtshuspianist, og for at have repertoire nok til de lange aftener blandede populærmusik med jazz, gospel og sine klassiske kundskaber. Resultatet blev et af de mest særegne udtryk inden for jazzen. Hendes stemme svingede mellem det ubevægeligt skarpe og hårde til det hjerteskærende. Hun var kontraalt og brød sig ikke altid om at synge smukt. Derimod var hun altid udtryksfuld. Hendes pianospil var virtuost og aldrig efterladende, og man hører hendes klassiske skoling slå igennem i mange af hendes tolkninger.
Hendes arbejde kom til at dække et stort udvalg af musikgenrer, så som jazz, soul, folk, r&b, gospel og tilmed pop. Simone har indspillet over 40 live- og studioalbums, hvoraf størstedelen er udgivet mellem 1958 (hvor hun debuterede med Little Girl Blue) og 1974.
Hun blev født i Tryon i delstaten North Carolina. Simone brød igennem i 1959 med en indspilning af Gershwin-sangen «I Loves You, Porgy». 
Simone blev engageret i borgerrettighedsbevægelsen i 1960'erne. Hun deltog aktivt i kampen for de sortes rettigheder i USA. Nogle af hendes mest kendte indspilninger, som også beskriver undertrykkelsen af de sorte, er Four Women, Mississippi Goddam og Strange Fruit. I 1971 forlod hun USA, angiveligt på grund af racisme, bosatte sig siden forskellige steder i Europa og flyttede aldrig tilbage til USA.
Simone har også taget mange evergreens på sit repertoire, eksempelvis My Baby Just Cares For Me, som fik en renæssance og placerede hende højt på alverdens hitlister, da den i 1987 blev brugt i en parfumereklame for Chanel No. 5.
Simone er også blevet kaldt The High Priestess of Soul, efter en af hendes plader. Hun fik to æresdoktorater, hvorfor en del af hendes fans omtalte hende som "Dr. Nina Simone". Hun var ifølge eget udsagn en diva, og ville hellere sammenlignes med Maria Callas end Billie Holiday til trods for indlysende ligheder med sidstnævnte. Eksempelvis indspillede Nina Simone flere karakteristiske Holiday-klassikere som Don’t Explain og Strange Fruit. Simones stemme mindede måske ikke udpræget om Holidays, men den meget indtrængende måde at synge på havde de tilfælles.
Nina Simone døde i Carry-le-Rouet i Frankrig.

## Diskografi (udvalg)
| - 1958 Jazz as played in an exclusive side street club - 1959 And Her Friends - 1959 The Amazing - 1960 At Town Hall - 1961 Nina At Newport - 1961 Forbidden Fruit - 1962 Nina at The Village Gate - 1962 Sings Ellington - 1963 Nina's Choice - 1963 At Carnegie Hall - 1964 Folksy Nina - 1964 In Concert - 1964 Broadway Blues Ballads - 1965 I Put A spell On You - 1966 Pastel Blues - 1966 Let It All Out - 1967 High Priestress of Soul - 1967 Sings the Blues - 1967 Silk & Soul - 1968 'Nuff Said - 1969 A very Rare Evening | - 1969 And Piano! - 1969 To Love Somebody - 1970 Cosi ti amo - 1970 Black Gold - 1971 The Best of - 1971 Here Comes the Sun - 1971 Gifted é Black - 1972 Emergency Ward - 1974 It is Finished - 1975 The Great Show Live in Paris - 1977 Lamentations - 1978 Baltimore - 1980 Cry Before I Go - 1982 Fodder On My Wings - 1985 Nina'Back - 1987 Live & Kickin - 1987 Let It Be Me - 1988 Live at Ronnie Scotts - 1990 Madame Nina Simone - 1993 A Single Woman - 1994 The Rising Sun Collection - 2006 The Very Best of Nina Simone |